# ميخائيل هال
ميخائيل هال (29 مايو 1935 في المملكة المتحدة - ) (بالإنجليزية: Michael Hall)‏ هو لاعب كريكت بريطاني. لعب مع نادي مقاطعة نوتنغهامشير للكريكت ‏.

## وصلات خارجية
- ميخائيل هال على موقع إي آس بي آن كريك إنفو (الإنجليزية)